# Józef Maria Bocheński
Józef Maria Bocheński (30 d'agost de 1902, Czuszow, Tsarat de Polònia - † 8 de febrer de 1995, Friburg, Suïssa) fou un frare dominic, destacat filòsof dedicat a la lògica.

## Biografia
Entrà a l'Orde de Predicadors el 1927. Fou professor al Collegium Angelicum de Roma del 1935 al 1940, i professor extraordinari, després titular, a la Universitat de Friburg.
Fou deixeble de Jan Łukasiewicz, i ha dedicat gran part de la seva obra a la lògica, destacant la seva dedicació sobre l'analogia. També destaquen les seves investigacions històriques sobre la lògica a l'antiguitat, sobretot la de Teofrast i la lògica oriental, i valora especialment la lògica escolàstica dels segles xiii i xiv.
Fundà i dirigí l'Ost Europa Institut a Friburg, dedicat a l'estudi crític i les anàlisis de la filosofia soviètica contemporània. Publicà tot d'articles de lògica i de filosofia, sobretot escolàstica, i dirigí la Bibliographische Einführungen.

## Pensament
Considerà un error els intents d'edificar "lògiques transcendentals", bé siguin dialèctiques, de la història, de la vida, o bé basades en qualsevulla altra concreció. Considera que les lògiques formals proporcionen més ensenyaments filosòfics que la grandiloqüència transcendental de grans sistemes.
També dedicà un estudi especial a la lògica de la religió i de l'autoritat.

## Obres
- Elemental logicae graecae, 1937
- Sobre la història de les proposicions modals, 1938
- La lògica de Teofrast, 1947
- Els mètodes actuals del pensament, (Traducció al castellà de Raimundo Drudis Baldrich, 1957, Madrid, Ediciones Ríalp, S.Α.)
- La filosofia actual, 1949
- Prècis de logique mathêmathique, 1949
- El materialisme dialèctic, 1950
- Història de la lògica formal, 1956. (Traducció al castellà de Millán Bravo Lozano, 1985, Madrid, Gredos)
- Introducció al pensament filosòfic, 1959
- Lògica de la religió, 1965
- Què és l'autoritat?